# راقاوندرا گاداگکار
راقاوندرا گاداگکار (انگلیسی: Raghavendra Gadagkar؛ زادهٔ ۲۸ ژوئن ۱۹۵۳) دانشمند در زمینه زیست‌شناس اهل هند است.
همچنین برندهٔ جوایزی همچون نشان افتخار شایستگی جمهوری فدرال آلمان شده‌است.